# Манифест Коммунистического интернационала (1919)
«Манифест Коммунистического Интернационала к пролетариям всего мира» — документ, написанный Львом Троцким и принятый делегатами Первого конгресса Коммунистического интернационала 6 марта 1919 года. Начинается с упоминания Манифеста Коммунистической партии.

## Критика

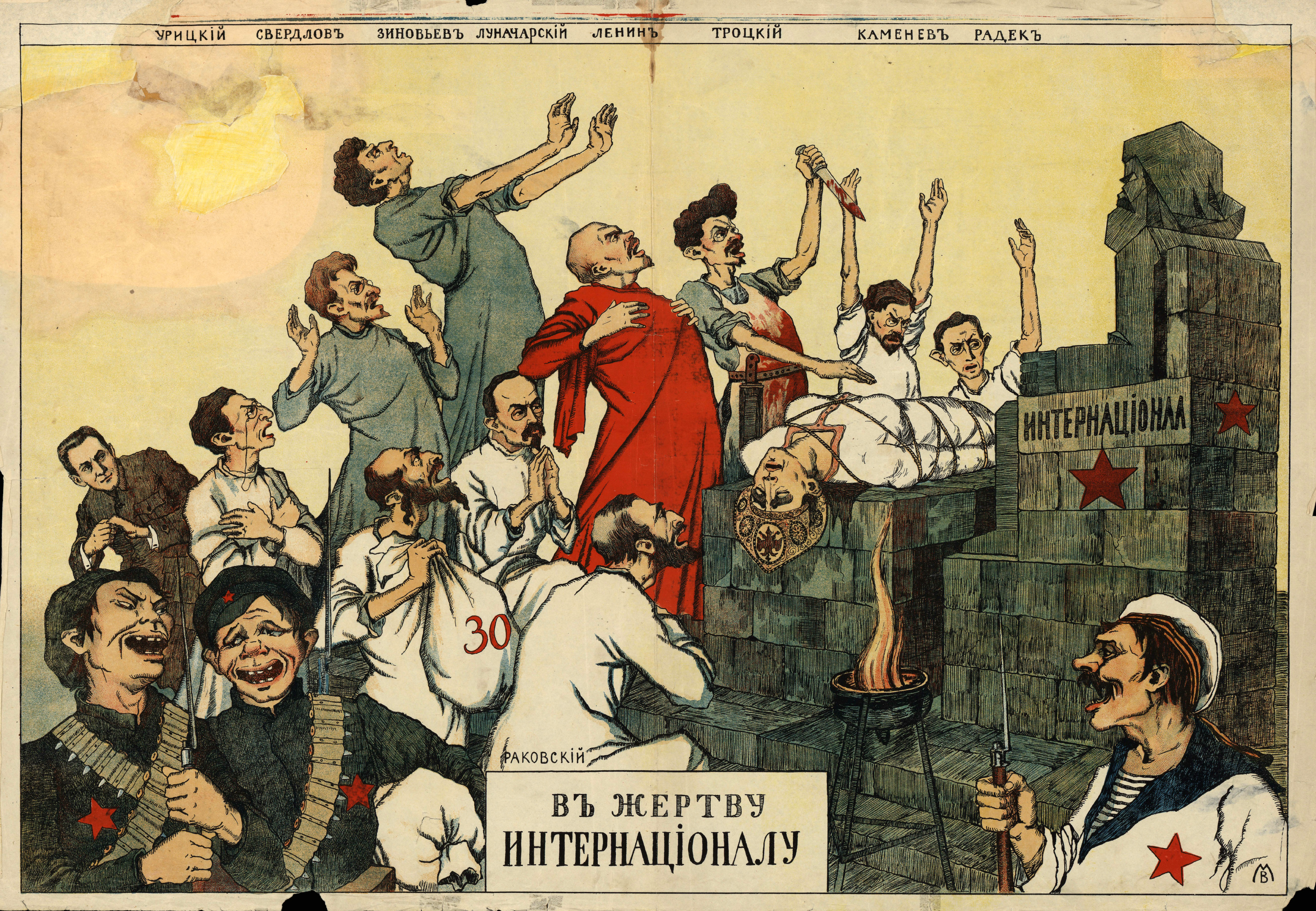
Плакат ОСВАГ времён Гражданской войны. В центре в красном фигура Ленина — перед алтарём со связанной фигурой русской девушки на нём. Композиция символизирует Россию, приносимую большевиками в жертву III Интернационалу

## Текст манифеста
- Текст манифеста на русском языке
- Текст манифеста на английском языке